# Hormon rasta oslobađajući hormonski receptor
Hormon rasta oslobađajući hormonski receptor (GHRHR) je G protein spregnuti receptor za koji se vezuje hormon faktora rasta. GHRHR aktivira Gs protein što inicira cAMP kaskadu putem adenilat ciklaze.
Ovaj gen, je izražen u hipofizi. Vezivanje hormona za receptor dovodi do sinteze i otpuštanja hormona rasta. Mutacije ovog gena su asocirane sa deficijencijama hormona rasta, poremećajima koji su karakterisani niskim rastom. Više alternativnih transkripcionih splajsnih varijanti, koje kodiraju različite izoforme je poznato, ali su samo dve bile karakterisane do sada.

## Ligand

### Antagonisti
- -5-156[3][4]

## Literatura
- Gaylinn BD (1999). „Molecular and cell biology of the growth hormone-releasing hormone receptor.”. Growth Horm. IGF Res. 9 Suppl A: 37—44. PMID 10429879. doi:10.1016/S1096-6374(99)80008-2.
- Lin-Su K, Wajnrajch MP (2003). „Growth Hormone Releasing Hormone (GHRH) and the GHRH Receptor.”. Reviews in endocrine & metabolic disorders. 3 (4): 313—23. PMID 12424433. doi:10.1023/A:1020949507265.
- Mayo KE (1992). „Molecular cloning and expression of a pituitary-specific receptor for growth hormone-releasing hormone.”. Mol. Endocrinol. 6 (10): 1734—44. PMID 1333056. doi:10.1210/me.6.10.1734.
- Squire J; Zhou A; Hassel BA;  . (1994). „Localization of the interferon-induced, 2-5A-dependent RNase gene (RNS4) to human chromosome 1q25.”. Genomics. 19 (1): 174—5. PMID 7514564. doi:10.1006/geno.1994.1033.
- Hashimoto K; Koga M; Motomura T;  . (1995). „Identification of alternatively spliced messenger ribonucleic acid encoding truncated growth hormone-releasing hormone receptor in human pituitary adenomas.”. J. Clin. Endocrinol. Metab. 80 (10): 2933—9. PMID 7559877. doi:10.1210/jc.80.10.2933.
- Tang J, Lagacé G, Castagné J, Collu R (1995). „Identification of human growth hormone-releasing hormone receptor splicing variants.”. J. Clin. Endocrinol. Metab. 80 (8): 2381—7. PMID 7629234. doi:10.1210/jc.80.8.2381.
- Gaylinn BD; Harrison JK; Zysk JR;  . (1993). „Molecular cloning and expression of a human anterior pituitary receptor for growth hormone-releasing hormone.”. Mol. Endocrinol. 7 (1): 77—84. PMID 7680413. doi:10.1210/me.7.1.77.
- Gaylinn BD, von Kap-Herr C, Golden WL, Thorner MO (1994). „Assignment of the human growth hormone-releasing hormone receptor gene (GHRHR) to 7p14 by in situ hybridization.”. Genomics. 19 (1): 193—5. PMID 8188233. doi:10.1006/geno.1994.1045.
- Wajnrajch MP; Gertner JM; Harbison MD;  . (1996). „Nonsense mutation in the human growth hormone-releasing hormone receptor causes growth failure analogous to the little (lit) mouse.”. Nat. Genet. 12 (1): 88—90. PMID 8528260. doi:10.1038/ng0196-88.
- Netchine I; Talon P; Dastot F;  . (1998). „Extensive phenotypic analysis of a family with growth hormone (GH) deficiency caused by a mutation in the GH-releasing hormone receptor gene.”. J. Clin. Endocrinol. Metab. 83 (2): 432—6. PMID 9467553. doi:10.1210/jc.83.2.432.
- Petersenn S, Rasch AC, Heyens M, Schulte HM (1998). „Structure and regulation of the human growth hormone-releasing hormone receptor gene.”. Mol. Endocrinol. 12 (2): 233—47. PMID 9482665. doi:10.1210/me.12.2.233.
- Maheshwari HG, Silverman BL, Dupuis J, Baumann G (1998). „Phenotype and genetic analysis of a syndrome caused by an inactivating mutation in the growth hormone-releasing hormone receptor: Dwarfism of Sindh.”. J. Clin. Endocrinol. Metab. 83 (11): 4065—74. PMID 9814493. doi:10.1210/jc.83.11.4065.
- Salvatori R; Hayashida CY; Aguiar-Oliveira MH;  . (1999). „Familial dwarfism due to a novel mutation of the growth hormone-releasing hormone receptor gene.”. J. Clin. Endocrinol. Metab. 84 (3): 917—23. PMID 10084571. doi:10.1210/jc.84.3.917.
- Morel G; Gallego R; Boulanger L;  . (2000). „Restricted presence of the growth hormone-releasing hormone receptor to somatotropes in rat and human pituitaries.”. Neuroendocrinology. 70 (2): 128—36. PMID 10461027. doi:10.1159/000054467.
- Rekasi Z, Czompoly T, Schally AV, Halmos G (2000). „Isolation and sequencing of cDNAs for splice variants of growth hormone-releasing hormone receptors from human cancers.”. Proc. Natl. Acad. Sci. U.S.A. 97 (19): 10561—6. PMC 27064 . PMID 10962031. doi:10.1073/pnas.180313297.
- Salvatori R; Fan X; Phillips JA;  . (2001). „Three new mutations in the gene for the growth hormone (gh)-releasing hormone receptor in familial isolated gh deficiency type ib.”. J. Clin. Endocrinol. Metab. 86 (1): 273—9. PMID 11232012. doi:10.1210/jc.86.1.273.
- Kiaris H; Schally AV; Busto R;  . (2002). „Expression of a splice variant of the receptor for GHRH in 3T3 fibroblasts activates cell proliferation responses to GHRH analogs.”. Proc. Natl. Acad. Sci. U.S.A. 99 (1): 196—200. PMC 117538 . PMID 11773624. doi:10.1073/pnas.012590999.
- Salvatori R; Fan X; Mullis PE;  . (2002). „Decreased expression of the GHRH receptor gene due to a mutation in a Pit-1 binding site.”. Mol. Endocrinol. 16 (3): 450—8. PMID 11875102. doi:10.1210/me.16.3.450.
- Plonowski A; Schally AV; Busto R;  . (2003). „Expression of growth hormone-releasing hormone (GHRH) and splice variants of GHRH receptors in human experimental prostate cancers.”. Peptides. 23 (6): 1127—33. PMID 12126741. doi:10.1016/S0196-9781(02)00043-8.

## Spoljašnje veze
- Архивирано на веб-сајту  (3. март 2016)
- somatotropin+releasing+hormone+receptor на 